# 볼더 (지질학)

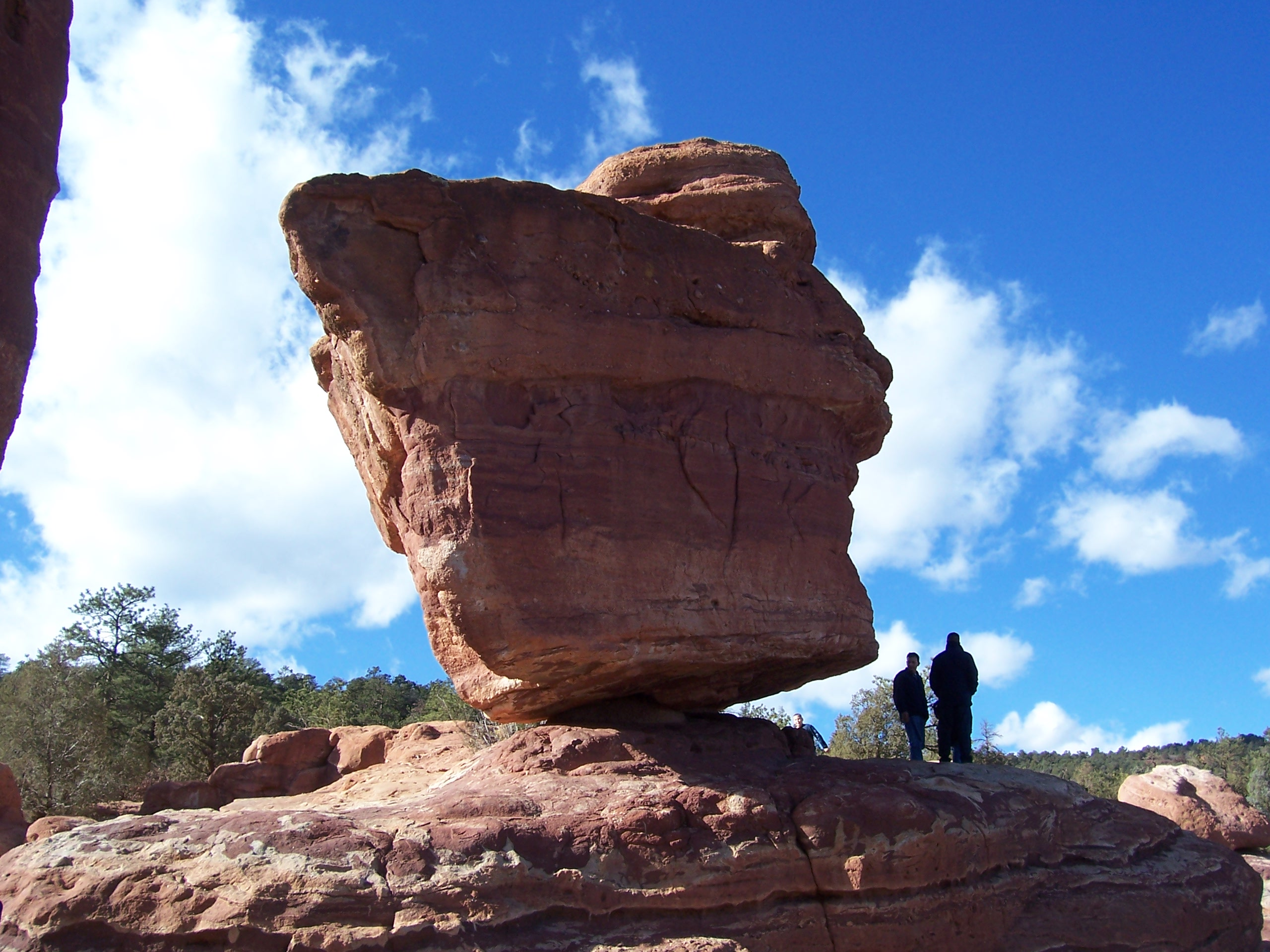
이 균형 잡힌 볼더인 "밸런스트 록"(Balanced Rock)은 미국 콜로라도주 콜로라도스프링스에 있는 신들의 정원 공원에 서 있다.

볼더(boulder 또는 bowlder)는 지질학에서 직경이 25.6 cm (10.1 in)보다 큰 암석 조각이다. 유의어로 '바위', '거석' 등으로 부른다. 볼더의 작은 조각은 코블(cobble), 조약돌(pebble)이라고 한다. 볼더는 수동으로 움직이거나 굴릴 수 있을 만큼 작을 수 있지만 다른 볼더는 매우 거대한 편이다. 일반적으로 볼더는 사람이 움직이기에는 너무 크다. 작은 볼더는 일반적으로 암석, 돌이라고 부른다.

## 어원
볼더(boulder)라는 단어는 중세 영어의 bulderston 또는 스웨덴의 bullersten에서 유래한 볼더스톤(boulder stone)에서 유래되었다.

## 같이 보기
- 볼더링
- 인공암벽
- 단일체